# Joan Zonaràs
Joan Zonaràs o Zonares (grec antic: Ἰωάννης ὁ Ζωναρᾶς, Ioannis Zonaràs) (c. 1074 - d. de 1159) fou un teòleg i historiador romà d'Orient del segle xii, sota els emperadors Aleix I Comnè i Calojoannes (Joan II Comnè).

## Biografia
A la cort d'Aleix fou gran drungari (comandant de la guàrdia personal de l'emperador) i també va tenir el càrrec de protoasecretis (Πρωτοασηκρῆτις), primer secretari privat de l'emperador. En arribar al tron l'emperador següent, Joan II, va abandonar l'activitat pública i es va retirar al monestir de Santa Glicèria situat al mont Atos, on va romandre la resta de la seva vida component les seves diverses obres. És elogiat per escriptors posteriors. Va viure fins als 88 anys i va ser enterrat en el monestir.

## Obres
Les seves obres són les següents: 

### Compendi d'història
La més important de les seves obres és el Compendi d'història (grec antic: Ἐπιτομὴ Ἱστοριῶν; llatí: Epitome Historiarum), també titulada Χρονικόν (llatí: Annales), dividida en divuit llibres narrant des de la creació del món fins a la mort d'Aleix l'any 1118. La primera part està basada en els escrits de Flavi Josep i pel que fa a la història romana fins al segle iii va fer servir com a font els textos de Cassi Dió. La part més interessant és la que narra la història dels segles iii i iv, que està basada en textos actualment desapareguts i que no tots els historiadors moderns accepten com a fiable.
Quan descriu el regnat d'Aleix Comnè, critica la preferència amb què tractava els membres de la seva família, als quals va confiar el govern de grans territoris o va adjudicar llocs destacats en l'administració. Aquest llibre fou continuat per Nicetes Coniata. Dins d'aquesta obra l'autor fa una descripció del raig de calor ideat per Arquimedes, emprat en la batalla de Siracusa.

### Comentaris teològics
Zonaràs va escriure diverses obres de temàtica eclesiàstica: comentaris als escrits dels pares de l'Església, comentaris als poemes de Gregori de Nazianz, vides de sants i un tractat sobre els cànons apostòlics (Ἐξήγησις τῶν ἱερῶν καὶ θείων κανόνων).
La primera denúncia del joc dels escacs per part de l'Església Ortodoxa fou escrita per Zonaràs. Als cànons apostòlics o llistes de normes per als membres de l'església estava prohibit el joc dels daus (Cànon 50); Zonaràs volia que els escacs també fossin inclosos en la prohibició, ja que havia observat que alguns bisbes i membres del clergat s'apartaven de la virtut dedicant el seu temps a aquest joc (zatikron) mentre bevien alcohol en excés.

### Altres escrits teològics
- Λόγος πρὸς τοὺς τὴν φυσικὴν τῆς γονῆς ἐκροὴν μίασμα ἡγουμένους.

- Ἐκ προσώπου τῶν ἀρχιερέων περὶ τοῦ μὴ δεῖν δύο δισεξαδέλφους τὴν αὐτὴν ἀγαγέσθαι πρὸς γάμον, escrit amb la intenció de demostrar perquè no és lícit, des del punt de vista cristià, que dos nebots es casin amb la mateixa dona, una vegada hagi enviudat.

Hi ha algunes altres obres en manuscrit que són esmentades per Fabricius.

### Lexicon
El Lexicon (Συναγωγὴ λέξεων συλλεγεῖσα ἐκ διαφόρων βιβλίων, παλαιᾶς τέ φημι γραφῆς καὶ τῆς νέας καὶ αὐτῆς δήπου τῆς θύραθεν) Suides l'anomena Ἐτυμολογικὸν ἄλλο or δεύτερον.